# Gạo lứt
Gạo lứt, còn gọi là gạo rằn, gạo lật là loại gạo chỉ xay bỏ vỏ trấu, chưa được xát bỏ lớp cám gạo. Đây là loại gạo rất giàu dinh dưỡng đặc biệt là các sinh tố và nguyên tố vi lượng.

## Chính tả
Trong phương ngữ Nam Bộ của tiếng Việt, "lứt" và "lức" đồng âm, đều được đọc là /lɨk/ nên gạo lứt còn được viết là "gạo lức". Ngược lại, trong phương ngữ Bắc Bộ thì "lứt" (/lɨt/) và "lức" (/lɨk/) có cách đọc khác nhau, không thể thay thế.

## Thành phần dinh dưỡng
Thành phần của gạo lứt gồm chất tinh bột, chất đạm, chất béo, chất xơ cùng các vitamin như B1, B2, B3, B6; các axit như pantothenic (vitamin B5), paraaminobenzoic (PABA), folic (vitamin M), phytic; các nguyên tố vi lượng như calci, sắt, magiê, selen, glutathion (GSH), kali và natri.
Trường hợp gạo trắng trải qua quá trình xay, giã sẽ chỉ còn 77% vitamin B3, 80% vitamin B1, 90% vitamin B6, một nửa lượng mangan và hầu hết chất xơ bị mất đi. Các chuyên gia dinh dưỡng cũng nhận thấy, một lon gạo lứt khi nấu thành cơm chứa 84 mg magnesi, trong khi đó ở gạo trắng chỉ có 19 mg. Lớp cám của gạo lứt cũng chứa một chất dầu đặc biệt có tác dụng điều hòa huyết áp, làm giảm cholesterol xấu, giúp ngăn ngừa qua các bệnh tim mạch.
Gạo lứt muối mè tuy mạnh về mặt chất khoáng nhưng lại yếu về chất đạm và chất béo. Thiếu 2 chất này thì cơ thể không thể tổng hợp kháng thể, nội tiết tố... Một số người bị dị ứng, rối loạn kinh nguyệt, thiếu máu, suy nhược trầm trọng chỉ vì lạm dụng kiểu ăn ròng gạo lứt muối mè mà thiếu thịt cá.

## Gạo lứt trong ẩm thực

### Lứt tẻ
Gạo lứt có thể nấu thành cơm bằng cách ngâm gạo với nước khoảng 15-20 phút cho mềm và nấu như cơm nấu gạo trắng. Khi hạt cơm chín thường không nở như gạo trắng, ăn hơi ráp nhưng nếu ăn quen sẽ thấy hương vị ngon ngọt đặc biệt.
Càng ngày người ta càng nhận thấy rằng gạo lứt có giá trị dinh dưỡng và phòng chống bệnh tật rất độc đáo. Cụ thể, Gạo lứt đã được chứng minh là có thể điều hòa huyết áp, làm giảm các cholesterol xấu và ngăn ngừa các bệnh tim mạch. Cholesterol xấu mới chính là nguyên nhân gây ra các bệnh lý tim mạch còn ngược lại cholesterol tốt thì giúp loại trừ cholesterol xấu.
Ngoài vỏ ra, hạt thóc còn có ba phần chính là lớp cám gạo, phôi và nội nhũ. Nội nhũ chiếm phần lớn và chủ yếu là glucid có giá trị chính là cung cấp năng lượng. Lớp cám và phôi tuy chỉ chiếm 10% hạt nhưng lại chiếm tới 65% các chất có giá trị nhất về mặt dinh dưỡng.
Giáo sư tiến sĩ Hiroshi Kayahara (tức Giáo sư Ohsawa, người chủ trương phương pháp Thực dưỡng Ohsawa) của Viện sinh học Nhật Bản là người đã phân tích chất gạo lức và tìm ra rằng gạo lức đỏ ngâm một ngày một đêm (khoảng 22 giờ) ở nhiệt độ trong nhà sẽ bắt đầu nảy mầm và tiết ra nhiều chất enzyme cùng vitamin từ cám gạo. Gạo lức trắng không còn phôi để nảy mầm. Gạo lức đỏ sau ngâm nước rồi đem nấu thành cơm sẽ mềm hơn và có vị ngọt hơn cơm thường do các enzyme đã tiết ra chất đường và chất đạm trong hột gạo.
Có rất nhiều món ăn khác có thể sử dụng gạo lứt như nguyên liệu chính: bún làm từ gạo lứt xào với rong biển, ngưu báng, cà rốt và mơ muối; cơm cốm gạo lứt với nguyên liệu là gạo lứt, đậu đỏ, đậu xanh, cốm, nấu như cách đồ xôi và ăn kèm với vừng rang, hành khô phi thơm; cháo gạo lứt với gạo lứt, đậu đỏ, mơ muối, rong biển; cơm gạo lứt cuốn rong biển tương tự một món sushi cuộn makizushi, kết hợp với nước mơ muối và lá tía tô.

### Lứt nếp
Gạo nếp lứt thường được sử dụng để làm món rượu nếp cái, đặc biệt là công thức rượu nếp cái sử dụng nguyên liệu gạo lứt, kết hợp với chuối tiêu chín và lòng đỏ trứng gà.

## Phân loại

### Gạo lứt đỏ

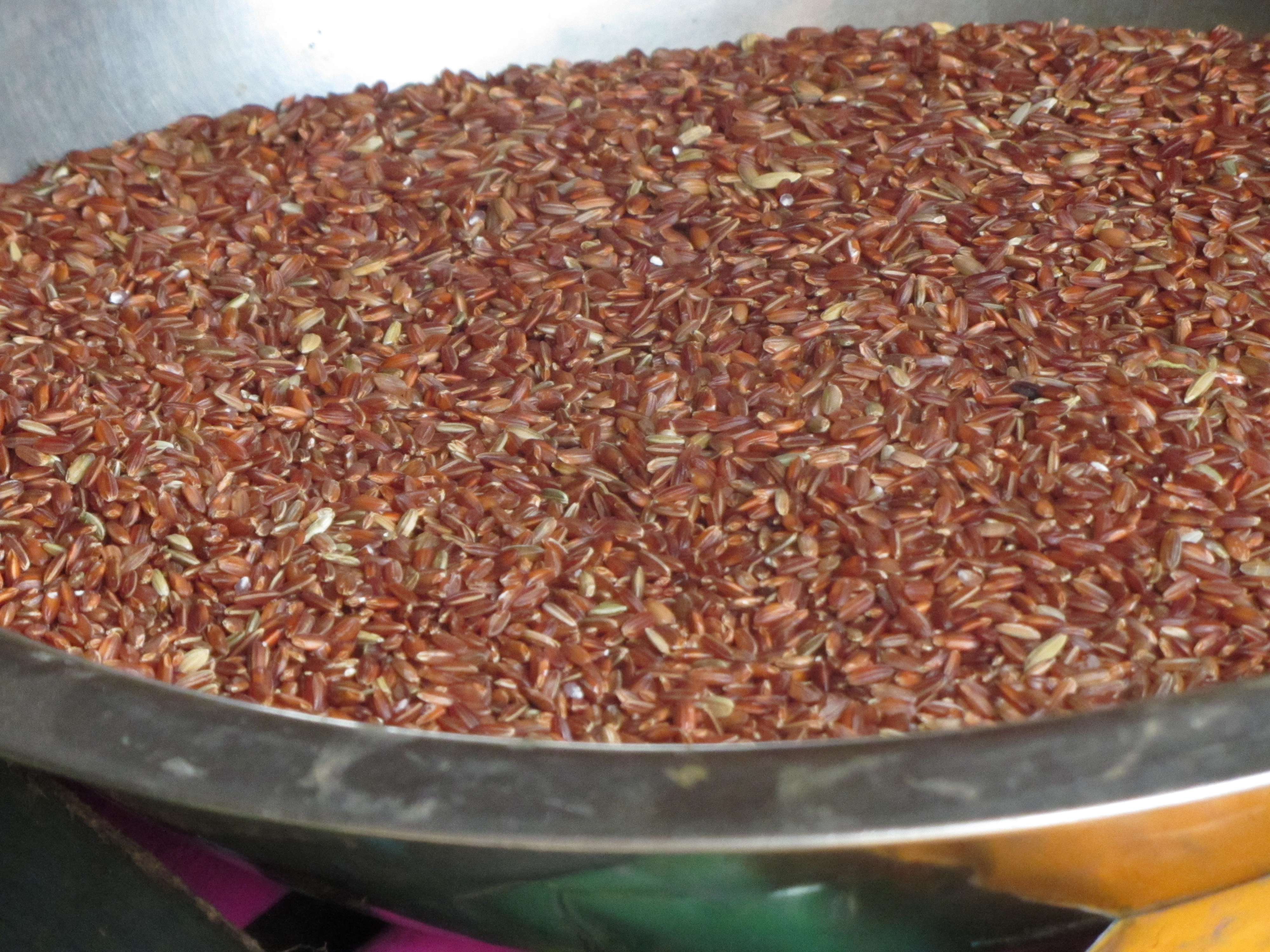
Gạo lứt đỏ

Gạo lứt đỏ được trồng sạch không phun thuốc trừ sâu. Gạo vừa xát xong, đóng vào túi ép chân không. Tốt cho người ăn chay, ăn kiêng hỗ trợ nhu cầu giảm cân, làm đẹp mà vẫn đủ dinh dưỡng. Lành cả với người già yếu, trẻ em, bệnh tiểu đường, tim mạch, huyết áp.

### Gạo lứt đen
Trong các cuộc nghiên cứu của các nhà khoa học cho thấy gạo lứt đen mới chính là siêu thực phẩm cho thế giới. Loại gạo này có lượng đường thấp nhưng lại có rất nhiều chất xơ và hợp chất thực vật tốt cho sức khoẻ, giúp chống bệnh tim và ung thư.

## Gạo lứt trong dưỡng sinh
Trong thực tế, gạo lứt có thể sử dụng để nấu cơm ăn hàng ngày, tuy nhiên cũng thường thấy những món ăn sử dụng gạo lứt thuộc nhóm thực phẩm với chức năng dùng để chữa trị một số bệnh. Theo Đông y, gạo lứt rất bổ và có tính thanh nhiệt, an thần trấn kinh, trừ phiền. Gạo lức có khả năng ngăn sự xuất tiết của dạ dày và đại tràng nên có tác dụng tốt trong điều trị các bệnh đường ruột. Đông y dùng cháo gạo lứt để phòng ngừa và trừ bệnh thổ tả, kiết lỵ, cầm mồ hôi. Những nghiên cứu khác cho thấy gạo lứt đặc biệt tốt đối với phụ nữ, làm giảm nguy cơ ung thư và ruột kết, giảm cholesterol và tốt cho hệ tim mạch của phụ nữ sau mãn kinh. Đồng thời, với nguồn chất xơ dồi dào, gạo lứt giúp chống lại bệnh xơ vữa động mạnh, ung thư vú, thậm chí giảm nguy cơ mắc bệnh tim, ung thư và bệnh tiểu đường. Ngoài ra gạo lứt cũng có những tác dụng tương tự với nam giới cao tuổi nhưng không rõ rệt bằng.
Gạo lứt muối mè tuy mạnh về mặt chất khoáng nhưng lại yếu về chất đạm và chất béo. Thiếu 2 chất này thì cơ thể không thể tổng hợp kháng thể, nội tiết tố... Một số người bị dị ứng, rối loạn kinh nguyệt, thiếu máu, suy nhược trầm trọng chỉ vì lạm dụng kiểu ăn ròng gạo lứt muối mè mà thiếu thịt cá.